# قليب إبيار
قليب إبيار إحدى قرى مركز كفر الزيات التابع لمحافظة الغربية بجمهورية مصر العربية.

## التاريخ
قرية قليب إبيار من القرى القديمة أسمها الأصلي قليب العمال، حيث وردت باسم «قليب» في أعمال جزيرة بني نصر ضمن قرى الروك الصلاحي التي أحصاها ابن مماتي في كتاب قوانين الدواوين، كما وردت باسم «قليب» في أعمال جزيرة بني نصر ضمن قرى الروك الناصري التي أحصاها ابن الجيعان في كتاب «التحفة السنية بأسماء البلاد المصرية».
وردت باسم «قليب إبيار» في التربيع العثماني الذي أجراه الوالي العثماني سليمان باشا الخادم في عصر السلطان العثماني سليمان القانوني ضمن قرى ولاية جزيرة بني نصر، سميت بهذا الاسم لقربها من إبيار. ذكرت في تاريخ 1228هـ/1813م الذي عدّ قرى مصر بعد المسح الذي قام به محمد علي باشا باسم «قليب إبيار».
يوجد بالقرية قبة إبراهيم الخلفاوي التي تعود إلى القرن الثالث الهجري أي التاسع عشر الميلادي، عثر بالقبة على لوح رخامي فيه نقش أثري تأسيسي مكتوب بالخط الكوفي، تتمثل أهمية النقش في كونه أحد النقوش الكتابية القليلة في مصر الباقية قبل العصر الإخشيدي.

## السكان
بلغ عدد سكان قليب إبيار 13,196 نسمة حسب تقدير عام 2018.
| السنة  | 1882 | 1897 | 1907 | 1927 | 1947 | 1960 | 1976 | 1986 | 1996 | 2006   | 2018   |
| ------ | ---- | ---- | ---- | ---- | ---- | ---- | ---- | ---- | ---- | ------ | ------ |
| القرية | 2949 | 2912 | 2086 | 4170 | 4258 | 4988 | 5932 | 7007 | 8836 | 10,125 | 13,196 |